# Calvin Klein (merk)

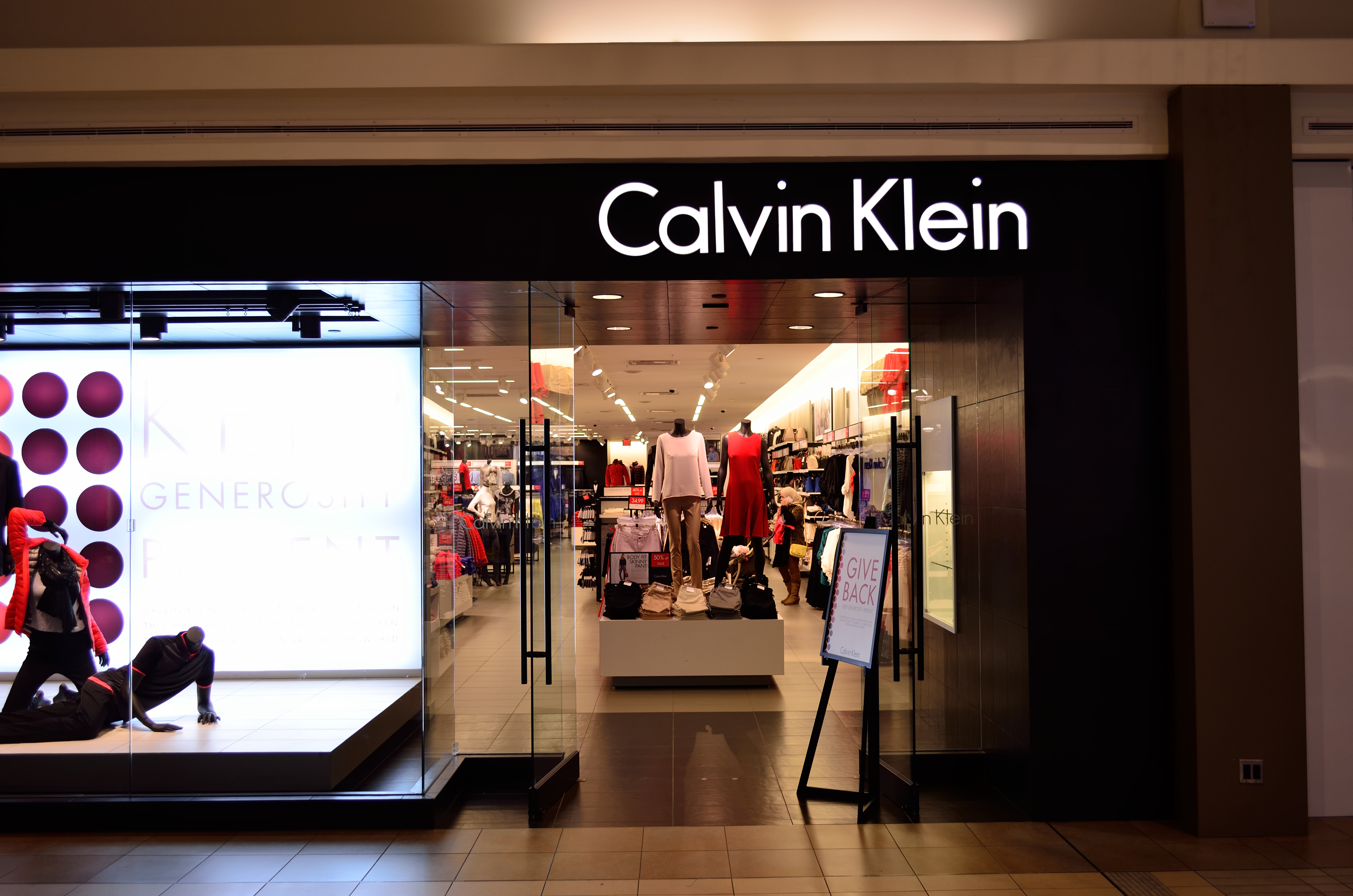
Een filiaal van Calvin Klein in Canada

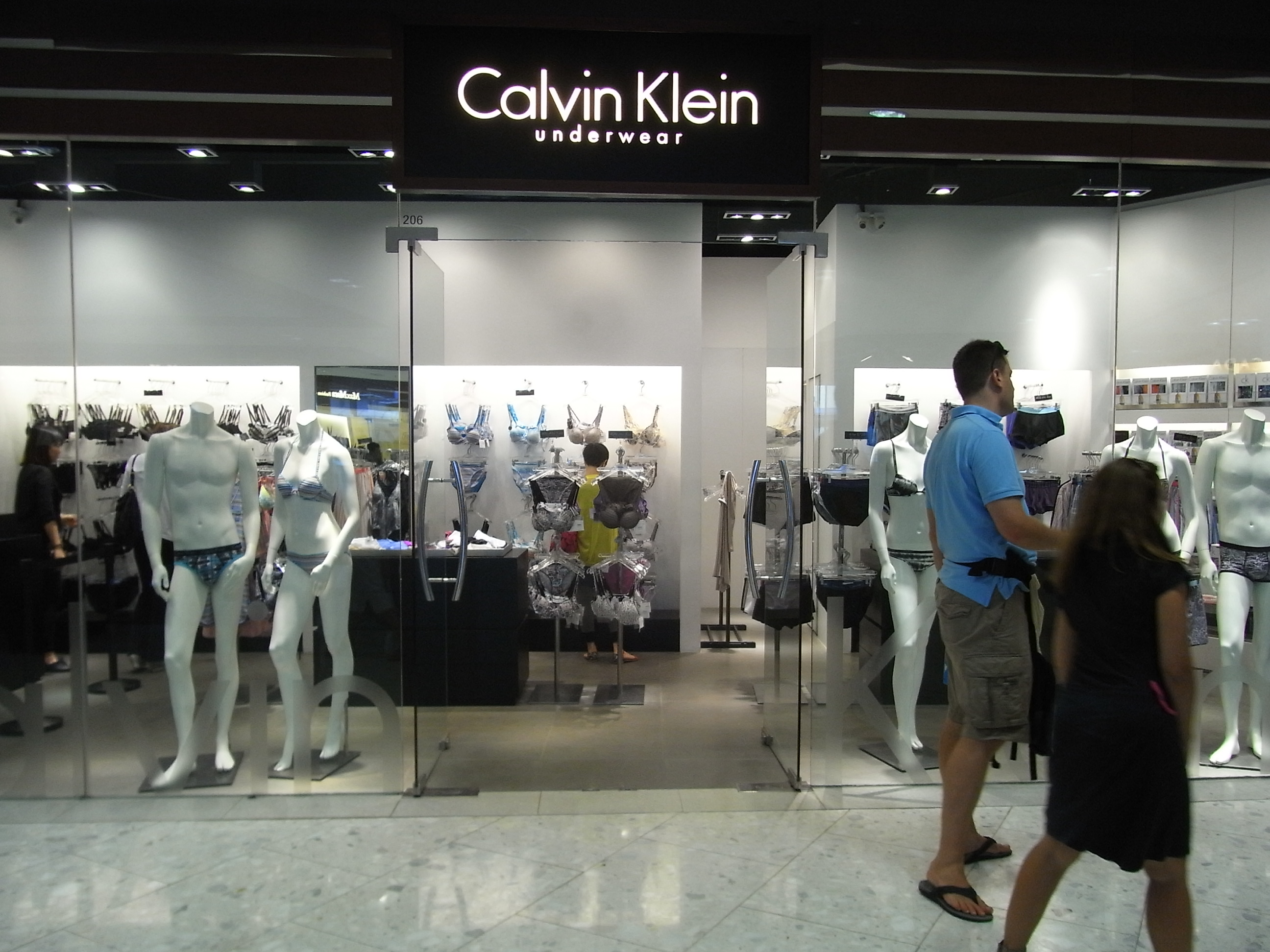
Calvin Klein Underwear-winkel in Hongkong

Calvin Klein Inc. is een Amerikaans modehuis en -merk.
Het bedrijf in 1968 opgericht door modeontwerper Calvin Klein. Het modehuis werd groot in de jaren 70 door zijn collecties damesmode, herenmode en merkjeans in het bijzonder. In de jaren 80 had Klein een bijzonder grote impact op de ondergoedmarkt, door ook hier merkkleding te lanceren.
In december 2002 kwam het merk in de portefeuille van PVH terecht, een van 's werelds grootste kledingbedrijven. Ontwerper Calvin Klein is zelf niet langer betrokken bij het modehuis. 
Tussen 2016 en 2019 was Raf Simons de hoofdontwerper van het Amerikaanse modehuis. Daarvoor was hij creative director bij Dior.

## Merken
Calvin Klein bundelt verschillende merken. Dit zijn de belangrijkste:
- Calvin Klein Collection
- ck Calvin Klein
- Calvin Klein
- Calvin Klein Jeans
- Calvin Klein Kids
- Calvin Klein Home
- Calvin Klein Golf
- Calvin Klein Underwear
- CK one
- Calvin Klein Watches + Jewelry